# Tripla deidade
A tripla deidade (por vezes chamada de divindade tripartida, trina, triádica ou como uma trindade) são três divindades que são adoradas como uma única. Tais divindades são comuns em toda a mitologia mundial; o número três tem uma longa história de associações míticas. Carl Jung considerou o arranjo de divindades em trigêmeos um arquétipo na história das religiões.
Em iconografia ou arte religiosa clássica, três entidades separadas podem representar ou um trio que sempre é representado como grupo (como no caso das Moiras, Graças, Nornas, Erínias e algumas versões de Morrígan) ou uma única divindade com três aspectos (Hécate, na mitologia grega, ou Diana, na mitologia romana).

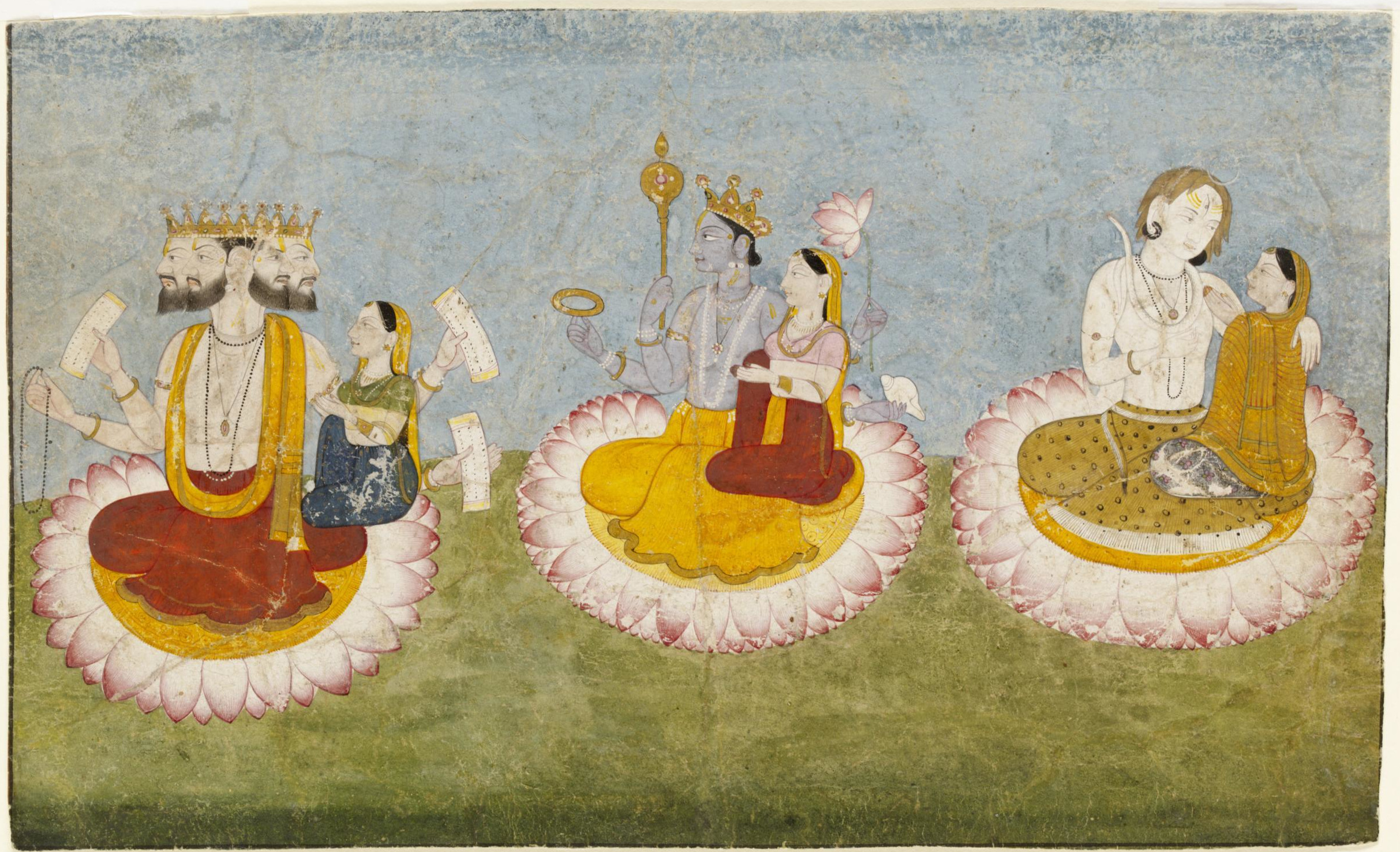
Brahma, Vishnu e Shiva sentadas na posição de lótus com suas consortes: Saraswati, Lakshmi e Paravati, respectivamente.